# Demografia da Lituânia
Cerca de 83,5% da população lituana são lituanos étnicos, que falam a língua lituana (uma das duas línguas remanescentes do grupo báltico), que é a língua oficial do país. As minorias mais expressivas são os poloneses (7%) russos (5%) e bielorrussos (1,5%).
Os poloneses são a minoria mais expressiva, concentrando-se no sudeste da Lituânia (região de Vilnius). Os russos são a segunda minoria em importância, sendo a maioria em Visaginas, e tendo expressivas comunidades em Vilnius e Klaipėda.
A religião predominante é o catolicismo, porém há comunidades ortodoxas, protestantes, judaicas, islâmicas e ainda karaistas (um antigo ramo do judaísmo do qual existe uma comunidade na cidade de Trakai).

## Dados estatísticos

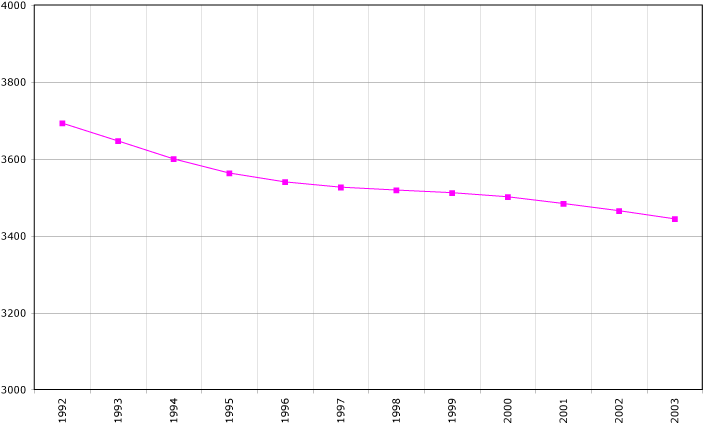
Demografia da Lituânia, Dados da FAO, ano 2005 ; Habitantes em milhares.

População: 2,793,986 (est. 2019) 
Grupos étnicos (Dados do Censo 2001):
Lituanos 83,45%; Polacos (Poloneses) 6,74%, Russos 6,31%, Bielorrussos 1,23%, outros 2,27%
Pirâmide etária
0–14 anos: 19% (meninos 357.712; meninas 342.796)
15–64 anos: 67% (homens 1.177.732; mulheres 1.259.682)
65 anos ou mais: 14% (homens 163.470; mulheres 319.364) (est. 2000)
Línguas: Lituana (oficial), Polonesa, Russa
Grau de alfabetização:
Definição: população de 15 anos ou mais que sabe ler e escrever
- Total: 98%

- Homens: 99%
- Mulheres: 98% (est. 1989)